# Jean Duchénois
Jean Duchénois, aussi appelé Jean Duchénois-Dapremont, né 17 décembre 1889 dans le 9e arrondissement de Paris et mort le 12 mars 1933 dans le 7e arrondissement de Paris, est un militaire français et docteur en droit.

## Biographie
Jean Duchénois naît à Paris en 1889. Il est le fils d'Henry Duchénois (1853-1929), directeur de l'Enregistrement et des Domaine de l'Aisne, censeur de la Banque de France, chevalier de la Légion d'honneur, originaire de Launois (Ardennes) où son petit-cousin Pierre Félix Duchénois-Fay est maire.
Capitaine adjudant-major au 89e régiment d'infanterie pendant la Première Guerre mondiale, Jean Duchénois est nommé chevalier de la Légion d'honneur pour fait de guerre au mois de novembre 1918. Il est décoré de la croix de guerre 1914-1918.
En 1920, il obtient une thèse de doctorat en droit à l'université de Paris.
Rédacteur principal du Domaine, la revue littéraire, artistique et coopérative des agents de l'Enregistrement et des Domaines, secrétaire général du Comité national français de la Chambre de commerce internationale [Quand ?], {{secrétaire général de la Confédération générale de la production française}}, il est aussi membre de la commission auprès du comité exécutif de l'Association littéraire et artistique internationale.
Il est rédacteur d'un rapport sur « le congrès de Bruxelles et le problème des dettes interalliées ».
Par un décret de 1930 homologué en 1931, il est autorisé à porter le nom de Duchénois-Dapremont. Il meurt  en 1933, en son domicile du 40, avenue de Saxe, et est inhumé à Launois.

## Distinctions
- Chevalier de la Légion d'honneur
- Croix de guerre 1914–1918